# Challenge de Majorque
Pour les articles homonymes, voir Tour de Majorque.
Le Challenge de Majorque est une course cycliste qui inaugure chaque année le circuit espagnol. Elle se déroule depuis 1992 sur l'île de Majorque au début du mois de février. Jusqu'en 2009, sa particularité est d'être une course comportant un classement général final sans pour autant que chacune de ses épreuves ne soient des étapes : les cinq trophées qui la composent sont considérés comme des courses en ligne par l'Union cycliste internationale. Le « classement général » du Challenge de Majorque n'est plus calculé depuis 2010.
Pour chaque course, des classements annexes sont calculés.
Les courses font partie de la Coupe d'Espagne depuis 2019.
Un challenge de Majorque féminin est créé en 2024, sur le même format.

## Palmarès

### Podiums du Challenge
Le « classement général » du Challenge de Majorque n'est plus calculé depuis 2010.
| Année | Vainqueur             | Deuxième               | Troisième            |
| ----- | --------------------- | ---------------------- | -------------------- |
| 1992  | Javier Murguialday    | Federico García        | Fabrice Philipot     |
| 1993  | Laurent Jalabert      | Neil Stephens          | Federico Echave      |
| 1994  | David García Marquina | Joan Llaneras          | Ángel Casero         |
| 1995  | Alex Zülle            | Adriano Baffi          | Ángel Edo            |
| 1996  | Francisco Cabello     | Ignacio García Camacho | Íñigo Cuesta         |
| 1997  | Laurent Jalabert      | Francisco Benítez      | Unai Osa             |
| 1998  | Léon van Bon          | Tom Steels             | Wilfried Peeters     |
| 1999  | José Luis Rebollo     | Francisco Cabello      | Claus Michael Møller |
| 2000  | Francisco Cabello     | Pedro Horrillo         | Erik Zabel           |
| 2001  | Mathew Hayman         | Francisco Cabello      | Félix García Casas   |
| 2002  | Francisco Cabello     | José Iván Gutiérrez    | José Luis Rebollo    |
| 2003  | Alejandro Valverde    | Joaquim Rodríguez      | Francisco Cabello    |
| 2004  | Antonio Colom         | Carlos Alberto García  | David Blanco         |
| 2005  | Alejandro Valverde    | David Munoz            | Aitor Pérez Arrieta  |
| 2006  | David Bernabéu        | Antonio Colom          | Julián Sánchez       |
| 2007  | Luis León Sánchez     | Vladimir Gusev         | Ezequiel Mosquera    |
| 2008  | Philippe Gilbert      | Aitor Pérez Arrieta    | Haimar Zubeldia      |
| 2009  | Antonio Colom         | Jérôme Pineau          | Edvald Boasson Hagen |

### Par année
| Année | Trofeo Palma de Mallorca                    | Trofeo Alcúdia                           | Trofeo Calvià                                           | Trofeo Manacor                                  | Trofeo Sóller              |
| ----- | ------------------------------------------- | ---------------------------------------- | ------------------------------------------------------- | ----------------------------------------------- | -------------------------- |
| 1992  | Kenneth Weltz                               | Alfonso Gutiérrez                        | Neil Stephens                                           | Alfonso Gutiérrez                               | Juan Carlos González       |
| 1993  | Assiat Saitov                               | Alfonso Gutiérrez                        | Federico Echave                                         | Laurent Jalabert                                | Laurent Jalabert           |
| 1994  | Joan Llaneras                               | Asier Guenetxea                          | Alfonso Gutiérrez                                       | José Ramón Uriarte                              | Ángel Edo                  |
| 1995  | Adriano Baffi                               | Jeroen Blijlevens                        | Beat Zberg                                              | Samuele Schiavina                               | Laurent Jalabert           |
| 1996  | Jeroen Blijlevens                           | Goder De Leeuw                           | Francisco Cabello                                       | Federico Colonna                                | Francisco Cabello          |
| 1997  | Erik Zabel                                  | Peter Van Petegem                        | Tom Steels                                              | Hendrik Van Dijck                               | Laurent Jalabert           |
| 1998  | Erik Zabel                                  | Jeremy Hunt                              | Tom Steels                                              | Elio Aggiano                                    | Tom Steels                 |
| 1999  | Jeroen Blijlevens                           | Claus Michael Møller                     | Francisco Cabello                                       | Mario Cipollini                                 | Mario Cipollini            |
| 2000  | Óscar Freire                                | Robbie McEwen                            | Elio Aggiano                                            | Paolo Bettini                                   | Francisco Cabello          |
| 2001  | Erik Zabel                                  | Michael Boogerd                          | Robbie McEwen                                           | Erik Zabel                                      | Mathew Hayman              |
| 2002  | Isaac Gálvez                                | Igor Flores                              | Erik Dekker                                             | Óscar Freire                                    | Óscar Freire               |
| 2003  | Isaac Gálvez                                | Allan Davis                              | Remmert Wielinga                                        | Isaac Gálvez                                    | Alexandre Usov             |
| 2004  | Allan Davis                                 | Óscar Freire                             | Unai Etxebarria                                         | Allan Davis                                     | Alejandro Valverde         |
| 2005  | Óscar Freire                                | Óscar Freire                             | Antonio Colom                                           | Alejandro Valverde                              | Alejandro Valverde         |
| Année | Trofeo Palma de Mallorca                    | Trofeo Cala Millor                       | Trofeo Calvià                                           | Trofeo Pollença                                 | Trofeo Sóller              |
| 2006  | Isaac Gálvez                                | Isaac Gálvez                             | David Kopp                                              | David Bernabeu                                  | Paolo Bettini              |
| 2007  | Óscar Freire                                | Vicente Reynès                           | Unai Etxebarria                                         | Thomas Dekker                                   | Antonio Colom              |
| 2008  | Philippe Gilbert                            | Graeme Brown                             | Gert Steegmans                                          | José Joaquín Rojas                              | Philippe Gilbert           |
| Année | Trofeo Palma de Mallorca                    | Trofeo Cala Millor                       | Trofeo Calvià                                           | Trofeo Pollença                                 | Trofeo Inca                |
| 2009  | Gert Steegmans                              | Robbie McEwen                            | Gerald Ciolek                                           | Daniele Bennati                                 | Antonio Colom              |
| Année | Trofeo Palma de Mallorca                    | Trofeo Cala Millor                       | Trofeo Deià                                             | Trofeo Magaluf-Palmanova                        | Trofeo Inca                |
| 2010  | Robbie McEwen                               | Óscar Freire                             | Rui Costa                                               | André Greipel                                   | Linus Gerdemann            |
| 2011  | Pas de vainqueur                            | Tyler Farrar                             | José Joaquín Rojas                                      | Murilo Fischer                                  | Ben Hermans                |
| Année | Trofeo Palma de Mallorca                    | Trofeo Migjorn                           | Trofeo Deià                                             | Trofeo Pollença                                 | Trofeo Serra de Tramuntana |
| 2012  | Andrew Fenn                                 | Andrew Fenn                              | Lars Petter Nordhaug                                    | Non disputé                                     | Annulé                     |
| Année | Trofeo Palma de Mallorca                    | Trofeo Campos                            | Trofeo Deià                                             | Trofeo Platja de Muro                           | Trofeo Serra de Tramuntana |
| 2013  | Kenny Dehaes                                | Leigh Howard                             | Non courru                                              | Leigh Howard                                    | Alejandro Valverde         |
| Année | Trofeo Palma                                | Trofeo Ses Salines                       | Trofeo Deià                                             | Trofeo Muro-Port d'Alcúdia                      | Trofeo Serra de Tramuntana |
| 2014  | Sacha Modolo                                | Sacha Modolo                             | Non couru                                               | Gianni Meersman                                 | Michał Kwiatkowski         |
| Année | Trofeo Santanyi-Ses Salines-Campos          | Trofeo Andratx – Mirador d'Es Colomer    | Trofeo Serra de Tramuntana                              | Trofeo Playa de Palma                           | Non courru                 |
| 2015  | Matteo Pelucchi                             | Steve Cummings                           | Alejandro Valverde                                      | Matteo Pelucchi                                 | Non courru                 |
| Année | Trofeo Felanitx-Ses Salines-Campos-Porreres | Trofeo Pollenca-Port de Andratx          | Trofeo Serra de Tramuntana                              | Trofeo Playa de Palma                           | Non courru                 |
| 2016  | André Greipel                               | Gianluca Brambilla                       | Fabian Cancellara                                       | André Greipel                                   | Non courru                 |
| Année | Trofeo Porreres-Felanitx-Ses Salines-Campos | Trofeo Andratx – Mirador d'Es Colomer    | Trofeo Serra de Tramuntana                              | Trofeo Playa de Palma                           | Non courru                 |
| 2017  | André Greipel                               | Tim Wellens                              | Tim Wellens                                             | Daniel McLay                                    | Non courru                 |
| Année | Trofeo Porreres-Felanitx-Ses Salines-Campos | Trofeo Andratx – Mirador d'Es Colomer    | Trofeo Serra de Tramuntana                              | Trofeo Playa de Palma                           | Non courru                 |
| 2018  | John Degenkolb                              | Toms Skujiņš                             | Tim Wellens                                             | John Degenkolb                                  | Non courru                 |
| Année | Trofeo Ses Salines-Campos-Porreres-Felanitx | Trofeo Andratx Lloseta                   | Trofeo de Tramuntana Soller-Deia                        | Trofeo Palma                                    | Non courru                 |
| 2019  | Jesús Herrada                               | Emanuel Buchmann                         | Tim Wellens                                             | Marcel Kittel                                   | Non courru                 |
| Année | Trofeo Felanitx-Ses Salines-Campos-Porreres | Trofeo Serra de Tramuntana               | Trofeo Pollença – Port d'Andratx                        | Trofeo de Playa de Palma – Palma                | Non courru                 |
| 2020  | Matteo Moschetti                            | Emanuel Buchmann                         | Marc Soler                                              | Matteo Moschetti                                | Non courru                 |
| Année | Trofeo Calvià                               | Trofeo Serra de Tramuntana               | Trofeo Andratx – Mirador d'Es Colomer (Puerto Pollença) | Trofeo Alcúdia – Port d'Alcúdia                 | Non courru                 |
| 2021  | Ryan Gibbons                                | Jesús Herrada                            | Winner Anacona                                          | André Greipel                                   | Non courru                 |
| Année | Trofeo Calvià                               | Trofeo Alcúdia – Port d'Alcúdia          | Trofeo Serra de Tramuntana                              | Trofeo Pollença – Port d'Andratx                | Trofeo Playa de Palma      |
| 2022  | Brandon McNulty                             | Biniam Girmay                            | Tim Wellens                                             | Alejandro Valverde                              | Arnaud De Lie              |
| Année | Trofeo Calvià                               | Trofeo Ses Salines - Alcúdia             | Trofeo Andratx – Mirador d'Es Colomer (Puerto Pollença) | Trofeo Serra de Tramuntana                      | Trofeo Palma               |
| 2023  | Rui Costa                                   | Marijn van den Berg                      | Kobe Goossens                                           | Kobe Goossens                                   | Ethan Vernon               |
| Année | Trofeo Calvià                               | Trofeo Ses Salines-Felanitx              | Trofeo Serra Tramuntana                                 | Trofeo Pollença - Port d'Andratx                | Trofeo Palma               |
| 2024  | Simon Carr                                  | Paul Magnier                             | Lennert Van Eetvelt                                     | Pelayo Sánchez                                  | Gerben Thijssen            |
| Année | Trofeo Calvià                               | Trofeo Ses Salines-Colonia de Sant Jordi | Trofeo Serra Tramuntana                                 | Trofeo Pollença - Andratx - Mirador del Colomer | Trofeo Palma               |
| 2025  | Jan Christen                                | Marijn van den Berg                      | Florian Stork                                           | Course Annulé pour des raisons de sécurité      | Iúri Leitão                |

### Podiums des trophées

#### Trofeo Palma
| Année                       | Vainqueur          | Deuxième              | Troisième                 |
| --------------------------- | ------------------ | --------------------- | ------------------------- |
| Trofeo Mallorca             |                    |                       |                           |
| 1992                        | Kenneth Weltz      | Alfonso Gutiérrez     | Juan Carlos González      |
| 1993                        | Assiat Saitov      | Laurent Jalabert      | Tom Cordes                |
| 1994                        | Joan Llaneras      | David García Marquina | Iñaki Gastón              |
| 1995                        | Adriano Baffi      | Samuele Schiavina     | Laurent Jalabert          |
| 1996                        | Jeroen Blijlevens  | Ángel Edo             | Jeremy Hunt               |
| 1997                        | Erik Zabel         | Laurent Jalabert      | Michael van der Wolf (nl) |
| 1998                        | Erik Zabel         | Robbie McEwen         | Jeremy Hunt               |
| 1999                        | Jeroen Blijlevens  | Tom Steels            | Mario Cipollini           |
| 2000                        | Óscar Freire       | Erik Zabel            | Paolo Bettini             |
| 2001                        | Erik Zabel         | Sven Teutenberg       | Tom Steels                |
| 2002                        | Isaac Gálvez       | Erik Zabel            | Thorsten Wilhelms         |
| 2003                        | Isaac Gálvez       | Allan Davis           | Alejandro Valverde        |
| 2004                        | Allan Davis        | Óscar Freire          | Erik Zabel                |
| 2005                        | Óscar Freire       | Isaac Gálvez          | Vicente Reynés            |
| 2006                        | Isaac Gálvez       | Martin Elmiger        | Heinrich Haussler         |
| 2007                        | Óscar Freire       | José Joaquín Rojas    | Guennadi Mikhailov        |
| 2008                        | Philippe Gilbert   | Graeme Brown          | Robert Förster            |
| 2009                        | Gert Steegmans     | Robbie McEwen         | José Joaquín Rojas        |
| Trofeo Palma                |                    |                       |                           |
| 2010                        | Robbie McEwen      | Koldo Fernández       | Óscar Freire              |
| 2011                        | Tyler Farrar       | Francisco Ventoso     | Marcel Kittel             |
| 2012                        | Andrew Fenn        | André Schulze         | Alexander Porsev          |
| 2013                        | Kenny Dehaes       | Tyler Farrar          | Ben Swift                 |
| 2014                        | Sacha Modolo       | Jens Debusschere      | Dylan Groenewegen         |
| Trofeo Playa de Palma-Palma |                    |                       |                           |
| 2015                        | Matteo Pelucchi    | André Greipel         | Ben Swift                 |
| Trofeo Playa de Palma       |                    |                       |                           |
| 2016                        | André Greipel      | Nacer Bouhanni        | Dylan Page                |
| Trofeo Palma                |                    |                       |                           |
| 2017                        | Daniel McLay       | Matteo Pelucchi       | Nacer Bouhanni            |
| 2018                        | John Degenkolb     | Erik Baška            | Coen Vermeltfoort         |
| 2019                        | Marcel Kittel      | Timothy Dupont        | Hugo Hofstetter           |
| Trofeo Playa de Palma-Palma |                    |                       |                           |
| 2020                        | Matteo Moschetti   | Pascal Ackermann      | Andrea Pasqualon          |
| 2021                        | Pas de compétition | Pas de compétition    | Pas de compétition        |
| 2022                        | Arnaud De Lie      | Sebastián Molano      | Sasha Weemaes             |
| Trofeo Palma                |                    |                       |                           |
| 2023                        | Ethan Vernon       | Biniam Girmay         | Jarne Van de Paar         |
| 2024                        | Gerben Thijssen    | Alexander Kristoff    | Marijn van den Berg       |
| 2025                        | Iúri Leitão        | Stanisław Aniołkowski | Erlend Blikra             |

#### Trofeo Felanitx-Ses Salines
| Année                         | Vainqueur            | Deuxième             | Troisième                   |
| ----------------------------- | -------------------- | -------------------- | --------------------------- |
| Trofeo Alcúdia                |                      |                      |                             |
| 1992                          | Alfonso Gutiérrez    | Juan Carlos González | Manuel Jorge Domínguez      |
| 1993                          | Alfonso Gutiérrez    | Assiat Saitov        | Ángel Edo                   |
| 1994                          | Asier Guenetxea      | Alfonso Gutiérrez    | Ángel Edo                   |
| 1995                          | Jeroen Blijlevens    | Ángel Edo            | Adriano Baffi               |
| 1996                          | Godert de Leeuw      | Rolf Aldag           | Federico Colonna            |
| 1997                          | Peter Van Petegem    | Erik Zabel           | Erik Dekker                 |
| 1998                          | Jeremy Hunt          | Robbie McEwen        | Miguel Á. Martín Perdiguero |
| 1999                          | Claus Michael Møller | Francisco Cabello    | Erik Dekker                 |
| 2000                          | Robbie McEwen        | Erik Zabel           | Rubén Galván                |
| 2001                          | Michael Boogerd      | Fabian Jeker         | Félix García Casas          |
| 2002                          | Igor Flores          | Paolo Bettini        | Francisco Cabello           |
| 2003                          | Allan Davis          | Erik Zabel           | Gerben Löwik                |
| 2004                          | Óscar Freire         | Erik Zabel           | Allan Davis                 |
| 2005                          | Óscar Freire         | Isaac Gálvez         | Dimitri De Fauw             |
| Trofeo Cala Millor            |                      |                      |                             |
| 2006                          | Isaac Gálvez         | Robert Förster       | Paolo Bettini               |
| 2007                          | Vicente Reynés       | José Joaquín Rojas   | Tomas Vaitkus               |
| 2008                          | Graeme Brown         | Denis Flahaut        | Gert Steegmans              |
| 2009                          | Robbie McEwen        | Graeme Brown         | Guillaume Blot              |
| 2010                          | Óscar Freire         | André Greipel        | Manuel António Cardoso      |
| 2011                          | Tyler Farrar         | John Degenkolb       | Leigh Howard                |
| Trofeo Migjorn                |                      |                      |                             |
| 2012                          | Andrew Fenn          | Alexander Porsev     | Matteo Pelucchi             |
| Trofeo Campos                 |                      |                      |                             |
| 2013                          | Leigh Howard         | Tyler Farrar         | José Joaquín Rojas          |
| Trofeo Ses Salines            |                      |                      |                             |
| 2014                          | Sacha Modolo         | Ben Swift            | Gianni Meersman             |
| 2015                          | Matteo Pelucchi      | Elia Viviani         | José Joaquín Rojas          |
| 2016                          | André Greipel        | Sam Bennett          | Edvald Boasson Hagen        |
| 2017                          | André Greipel        | Jonas Van Genechten  | Daniel McLay                |
| 2018                          | John Degenkolb       | Sondre Holst Enger   | Jasper De Buyst             |
| 2019                          | Jesús Herrada        | Guillaume Martin     | Bauke Mollema               |
| 2020                          | Matteo Moschetti     | Pascal Ackermann     | Jon Aberasturi              |
| Trofeo Alcúdia-Port d'Alcúdia |                      |                      |                             |
| 2021                          | André Greipel        | Alexander Kristoff   | Christophe Noppe            |
| 2022                          | Biniam Girmay        | Ryan Gibbons         | Giacomo Nizzolo             |
| Trofeo Ses Salines-Alcúdia    |                      |                      |                             |
| 2023                          | Marijn van den Berg  | Ethan Vernon         | Biniam Girmay               |
| Trofeo Ses Salines-Felatnix   |                      |                      |                             |
| 2024                          | Paul Magnier         | Alberto Dainese      | Luke Lamperti               |
| Trofeo Felanitx-Ses Salines   |                      |                      |                             |
| 2025                          | Marijn van den Berg  | Anthony Turgis       | Erlend Blikra               |

#### Trofeo Serra de Tramuntana
| Année                            | Vainqueur            | Deuxième             | Troisième                |
| -------------------------------- | -------------------- | -------------------- | ------------------------ |
| Trofeo Sóller                    |                      |                      |                          |
| 1992                             | Juan Carlos González | Antonio Esparza      | Erik Dekker              |
| 1993                             | Laurent Jalabert     | Assiat Saitov        | Ángel Edo                |
| 1994                             | Ángel Edo            | Alfonso Gutiérrez    | Herminio Díaz Zabala     |
| 1995                             | Laurent Jalabert     | Adriano Baffi        | Assiat Saitov            |
| 1996                             | Francisco Cabello    | Laurent Jalabert     | Ignacio García Camacho   |
| 1997                             | Laurent Jalabert     | Francisco Benítez    | Alex Zülle               |
| 1998                             | Tom Steels           | Léon van Bon         | Andreas Klier            |
| 1999                             | Mario Cipollini      | Robbie McEwen        | Tom Steels               |
| 2000                             | Francisco Cabello    | Pedro Horrillo       | Erik Zabel               |
| 2001                             | Mathew Hayman        | Erik Zabel           | Robbie McEwen            |
| 2002                             | Óscar Freire         | Tom Steels           | Erik Zabel               |
| 2003                             | Alexandre Usov       | Isaac Gálvez         | Erik Zabel               |
| 2004                             | Alejandro Valverde   | David Blanco         | Rubén Plaza              |
| 2005                             | Alejandro Valverde   | Ricardo Serrano      | Aitor Pérez              |
| 2006                             | Paolo Bettini        | Antonio Colom        | David Bernabéu           |
| 2007                             | Antonio Colom        | Luis León Sánchez    | Alberto Contador         |
| 2008                             | Philippe Gilbert     | Sebastian Langeveld  | Maarten Wynants          |
| Trofeo Inca                      |                      |                      |                          |
| 2009                             | Antonio Colom        | Edvald Boasson Hagen | Jérôme Pineau            |
| 2010                             | Linus Gerdemann      | Rafael Valls         | Manuel Vázquez Hueso     |
| 2011                             | Ben Hermans          | Arkaitz Durán        | Xavier Tondo             |
| Trofeo Serra de Tramuntana       |                      |                      |                          |
| 2012                             | Annulé               | Annulé               | Annulé                   |
| 2013                             | Alejandro Valverde   | Sergio Henao         | Robert Gesink            |
| 2014                             | Michał Kwiatkowski   | Edvald Boasson Hagen | Francesco Gavazzi        |
| 2015                             | Alejandro Valverde   | Tim Wellens          | Leopold König            |
| 2016                             | Fabian Cancellara    | Michał Kwiatkowski   | Tiesj Benoot             |
| 2017                             | Tim Wellens          | Louis Vervaeke       | Vicente García de Mateos |
| 2018                             | Tim Wellens          | Gianni Moscon        | Alejandro Valverde       |
| Trofeo de Tramuntana Soller-Deia |                      |                      |                          |
| 2019                             | Tim Wellens          | Emanuel Buchmann     | Alejandro Valverde       |
| Trofeo Serra de Tramuntana       |                      |                      |                          |
| 2020                             | Emanuel Buchmann     | Alejandro Valverde   | Gregor Mühlberger        |
| 2021                             | Jesús Herrada        | Jonathan Lastra      | Héctor Carretero         |
| 2022                             | Tim Wellens          | Alejandro Valverde   | Simon Clarke             |
| 2023                             | Kobe Goossens        | Lennert Van Eetvelt  | Ilan Van Wilder          |
| 2024                             | Lennert Van Eetvelt  | Aleksandr Vlasov     | Brandon McNulty          |
| 2025                             | Florian Stork        | Martin Marcellusi    | Markus Hoelgaard         |

#### Trofeo Port d'Andratx-Port de Pollença
| Année                               | Vainqueur                           | Deuxième                            | Troisième                           |
| ----------------------------------- | ----------------------------------- | ----------------------------------- | ----------------------------------- |
| Trofeo Manacor                      |                                     |                                     |                                     |
| 1992                                | Alfonso Gutiérrez                   | Juan Carlos González                | Vadim Chabalkine                    |
| 1993                                | Laurent Jalabert                    | Assiat Saitov                       | Manuel Fernández Ginés              |
| 1994                                | José Ramón Uriarte                  | Mariano Rojas                       | David García Marquina               |
| 1995                                | Samuele Schiavina                   | Laurent Jalabert                    | Adriano Baffi                       |
| 1996                                | Federico Colonna                    | Jeremy Hunt                         | Rolf Aldag                          |
| 1997                                | Hendrik Van Dijck                   | Erik Zabel                          | Tom Steels                          |
| 1998                                | Elio Aggiano                        | Miguel Á. Martín Perdiguero         | Léon van Bon                        |
| 1999                                | Mario Cipollini                     | Steven de Jongh                     | Erik Zabel                          |
| 2000                                | Paolo Bettini                       | Erik Zabel                          | Giuseppe Di Grande                  |
| 2001                                | Erik Zabel                          | Sven Teutenberg                     | Robbie McEwen                       |
| 2002                                | Óscar Freire                        | Isaac Gálvez                        | Erik Zabel                          |
| 2003                                | Isaac Gálvez                        | Fabrizio Guidi                      | Erik Zabel                          |
| 2004                                | Allan Davis                         | Erik Zabel                          | Danilo Hondo                        |
| 2005                                | Alejandro Valverde                  | Ronald Mutsaars                     | Steven de Jongh                     |
| Trofeo Pollença                     |                                     |                                     |                                     |
| 2006                                | David Bernabéu                      | Julián Sánchez Pimienta             | Paolo Bettini                       |
| 2007                                | Thomas Dekker                       | Vladimir Gusev                      | Alberto Fernández de la Puebla      |
| 2008                                | José Joaquín Rojas                  | Giovanni Visconti                   | Philippe Gilbert                    |
| 2009                                | Daniele Bennati                     | Tom Leezer                          | Jérôme Pineau                       |
| Trofeo Magaluf-Palmanova            |                                     |                                     |                                     |
| 2010                                | André Greipel                       | Koldo Fernández                     | Manuel António Cardoso              |
| 2011                                | Murilo Fischer                      | Óscar Freire                        | José Joaquín Rojas                  |
| 2012                                | Annulé                              | Annulé                              | Annulé                              |
| Trofeo Platja de Muro               |                                     |                                     |                                     |
| 2013                                | Leigh Howard                        | Maarten Wynants                     | Davide Cimolai                      |
| 2014                                | Gianni Meersman                     | Francisco Ventoso                   | Ben Swift                           |
| Trofeo Andratx                      |                                     |                                     |                                     |
| 2015                                | Steve Cummings                      | Alejandro Valverde                  | Davide Formolo                      |
| Trofeo Pollença-Andratx             |                                     |                                     |                                     |
| 2016                                | Gianluca Brambilla                  | Michał Kwiatkowski                  | Zdeněk Štybar                       |
| Trofeo Andratx-Mirador des Colomer  |                                     |                                     |                                     |
| 2017                                | Tim Wellens                         | Alejandro Valverde                  | Tiesj Benoot                        |
| Trofeo Lloseta-Andratx              |                                     |                                     |                                     |
| 2018                                | Toms Skujiņš                        | Gregor Mühlberger                   | Elmar Reinders                      |
| Trofeo Andratx Lloseta              |                                     |                                     |                                     |
| 2019                                | Emanuel Buchmann                    | Tim Wellens                         | Bauke Mollema                       |
| Trofeo Pollença-Andratx             |                                     |                                     |                                     |
| 2020                                | Marc Soler                          | Gregor Mühlberger                   | Davide Villella                     |
| Trofeo Andratx-Mirador d'Es Colomer |                                     |                                     |                                     |
| 2021                                | Winner Anacona                      | Vegard Stake Laengen                | Mikel Iturria                       |
| Trofeo Pollença-Port d'Andratx      |                                     |                                     |                                     |
| 2022                                | Alejandro Valverde                  | Brandon McNulty                     | Aleksandr Vlasov                    |
| Trofeo Andratx-Mirador d'Es Colomer |                                     |                                     |                                     |
| 2023                                | Kobe Goossens                       | Pelayo Sánchez                      | Lennert Van Eetvelt                 |
| Trofeo Pollença-Port d'Andratx      |                                     |                                     |                                     |
| 2024                                | Pelayo Sánchez                      | Marius Mayrhofer                    | Aleksandr Vlasov                    |
| 2025                                | annulé pour des raisons de sécurité | annulé pour des raisons de sécurité | annulé pour des raisons de sécurité |

#### Trofeo Calvià
| Année         | Vainqueur            | Deuxième                 | Troisième              |
| ------------- | -------------------- | ------------------------ | ---------------------- |
| Trofeo Calvià |                      |                          |                        |
| 1992          | Neil Stephens        | Carlos Hernández         | Fabrice Philipot       |
| 1993          | Federico Echave      | Pedro Delgado            | Laurent Jalabert       |
| 1994          | Alfonso Gutiérrez    | Laurent Jalabert         | Oleh Petrovich Chuzhda |
| 1995          | Beat Zberg           | Alex Zülle               | Ángel Edo              |
| 1996          | Francisco Cabello    | Laurent Jalabert         | Ignacio García Camacho |
| 1997          | Tom Steels           | Erik Zabel               | Erik Dekker            |
| 1998          | Tom Steels           | Léon van Bon             | Peter Van Petegem      |
| 1999          | Francisco Cabello    | Erik Dekker              | Pietro Caucchioli      |
| 2000          | Elio Aggiano         | Giuseppe Palumbo         | Javier Otxoa           |
| 2001          | Robbie McEwen        | Erik Zabel               | Sven Teutenberg        |
| 2002          | Erik Dekker          | Matthé Pronk             | David Muñoz            |
| 2003          | Remmert Wielinga     | Gorka González           | Juan Antonio Flecha    |
| 2004          | Unai Etxebarria      | Bram de Groot            | Óscar Freire           |
| 2005          | Antonio Colom        | José Antonio Pecharromán | David de la Fuente     |
| 2006          | David Kopp           | Lorenzo Bernucci         | Iñaki Isasi            |
| 2007          | Unai Etxebarria      | Francisco Ventoso        | Murilo Fischer         |
| 2008          | Gert Steegmans       | Tomas Vaitkus            | Alejandro Valverde     |
| 2009          | Gerald Ciolek        | Edvald Boasson Hagen     | Marcel Sieberg         |
| Trofeo Deià   |                      |                          |                        |
| 2010          | Rui Costa            | Joan Horrach             | José Iván Gutiérrez    |
| 2011          | José Joaquín Rojas   | Gorka Izagirre           | Juan José Cobo         |
| 2012          | Lars Petter Nordhaug | Rui Costa                | Sergio Henao           |
| 2013          | Alejandro Valverde   | Sergio Henao             | Robert Gesink          |
| 2014          | Michal Kwiatkowski   | Edvald Boasson Hagen     | Francesco Gavazzi      |
| 2015-2020     | non-disputé          | non-disputé              | non-disputé            |
| Trofeo Calvià |                      |                          |                        |
| 2021          | Ryan Gibbons         | Anthony Delaplace        | Rune Herregodts        |
| 2022          | Brandon McNulty      | Joël Suter               | Vincenzo Albanese      |
| 2023          | Rui Costa            | Louis Vervaeke           | Ben Healy              |
| 2024          | Simon Carr           | Aleksandr Vlasov         | Brandon McNulty        |
| 2025          | Jan Christen         | Christian Scaroni        | António Morgado        |